# Svatá Silvie
Svatá Silvie (Sylvie) (asi 515, Řím nebo Sicílie – 592, Řím) byla matka svatého Řehoře Velikého. Některé církve včetně katolické a pravoslavné ji uctívají jako světici.

## Život a tradice
O svaté Silvii je jen málo biografických informací. Sám Řehoř svou matku Silvii zmiňuje jen jednou. Další zdroje pocházejí až z 8. a 9. století. Za místo jejího narození se někdy uvádí Řím, někdy Sicílie. Náležela do významné římské rodiny Gordianovy. Mimo Řehoře měla přinejmenším ještě dalšího syna. Po smrti svého manžela se uchýlila do ústraní svého domu v dnešním rione San Saba na Aventinu.

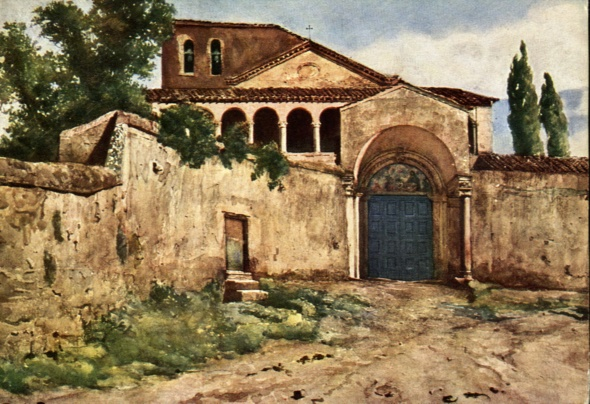
Kostel San Saba v Římě

Silvie je zmiňována jako velmi zbožná žena. Svým synům umožnila dosáhnout výborného vzdělání. Římský jáhen Jan Hymonides, autor Řehořovy biografie (Vita Gregorii IV, 83), svatou Sylvii popsal podle obrazu z kláštera svatého Ondřeje v Clivo Scauri: Silvie byla zobrazena v sedě po boku svého manžela, na sobě měla bílou tuniku a přes ni pallium, na hlavě čepec. V levé ruce držela žaltář, pravicí žehnala. Představované postavy přibližoval nápis „Gregorius Silviae matri fecit“. Silviině tváři s velkýma modrýma očima neubíraly vrásky stáří na kráse. Celkově tato žena dostala půvabný a oduševnělý výraz.

## Úcta
Úcta k svaté Silvii je stará. V jejím domě se roku 645 usadili mniši z kláštera Mar Saba v Palestině a jako kapli ji zasvětili oslavě svatého Sabbase z Kappadokie. Nad jejím původním obydlím nedaleko baziliky San Saba byla v 9. století zbudována modlitebna.
Jméno svaté Silvie nechal do římského martyrologia zapsat papež Klement VIII., a to pod 3. listopad. Pomoci svaté Silvie se dovolávají těhotné ženy, aby měly dobrý porod.